# Bahnhof Oberhof (Thür)
Der Bahnhof Oberhof (Thür) ist ein Betriebsbahnhof der Deutschen Bahn bei der Stadt Oberhof im Landkreis Schmalkalden-Meiningen in Thüringen. Bis Dezember 2017 wurde der Bahnhof auch im Reisezugverkehr bedient, im Juni 2023 erfolgte das offizielle Betriebsende der Zugangsstelle.
Er liegt an der Bahnstrecke Neudietendorf–Ritschenhausen bei Streckenkilometer 40,1 nahe dem Scheitelpunkt auf einer Höhe von 639 m ü. NN, etwa fünf Kilometer südlich des in rund 800 m ü. NN Höhe gelegenen Oberhofer Ortszentrums. Seine Lage wird als idyllisch, aber als zu weit vom Ort Oberhof entfernt beschrieben, da er 200 m tiefer und 4 km entfernt vom Zentrum liegt. Eine Buslinie wurde installiert. Der Ort war einst in der DDR durch folgenden Werbespruch beworben worden: „Einst feudaler Luftkurort, dient uns heut’ dem Wintersport“.

## Geschichte

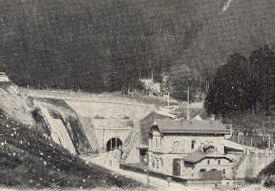
Bahnhof Oberhof um 1897

Im Jahr 1883 wurde der Bahnhof westlich vom Portal des Brandleitetunnels errichtet und am 1. August 1884 eingeweiht. Aufgrund des wachsenden Personenverkehrs des aufstrebenden Ferienorts folgte 1910/11 ein umfangreicher Umbau. Es entstand ein mehrgeschossiges, repräsentatives Empfangsgebäude. Die Bahnsteige wurden in Außenlage verlegt und über einen überdachten Gang sowie überdachte Treppen erschlossen. 1965 wurde eine Instandsetzung mit Einbau einer Schalterhalle durchgeführt. In der DDR hatte die Station vor Ort die Zusatzbezeichnung Bahnhof der Deutsch-Sowjetischen Freundschaft.
Zwischen 1993 und 1996 fand am Empfangsgebäude eine Teilsanierung und die Umrüstung zu einer Biokläranlage statt. Der Bahnhof wurde vom Thüringer Landesamt für Denkmalpflege und Archäologie am 18. März 1996 in das Denkmalbuch des Freistaats Thüringen eingetragen. Der Schutzstatus bezieht sich nicht nur auf das Empfangsgebäude, sondern auf die gesamte Bahnhofsanlage. Im Jahr 2006 folgte am Empfangsgebäude eine Teilsanierung (Dach mit Dachstuhl erneuert, teilweise neue Fenster, Fassade, Heizungsanlage).
2003 kam es im Zuge des Ausbaus der Strecke Erfurt–Würzburg für 140 km/h und Neigetechnik zum Neubau der Bahnsteiganlagen und Mitte 2005 wurde das Stellwerk mit Inbetriebnahme des Elektronischen Stellwerkes (ESTW) in Arnstadt stillgelegt. Das Empfangsgebäude wurde 2014 von der Deutschen Bahn AG versteigert und zum Mindestgebot von 25.000 Euro verkauft. Seit dem Fahrplanwechsel am 10. Dezember 2017 wird der Bahnhof Oberhof im Personenverkehr nicht mehr bedient. Zum 23. Juni 2023 ging die Verkehrsstation auch formal außer Betrieb.

## Zugverkehr

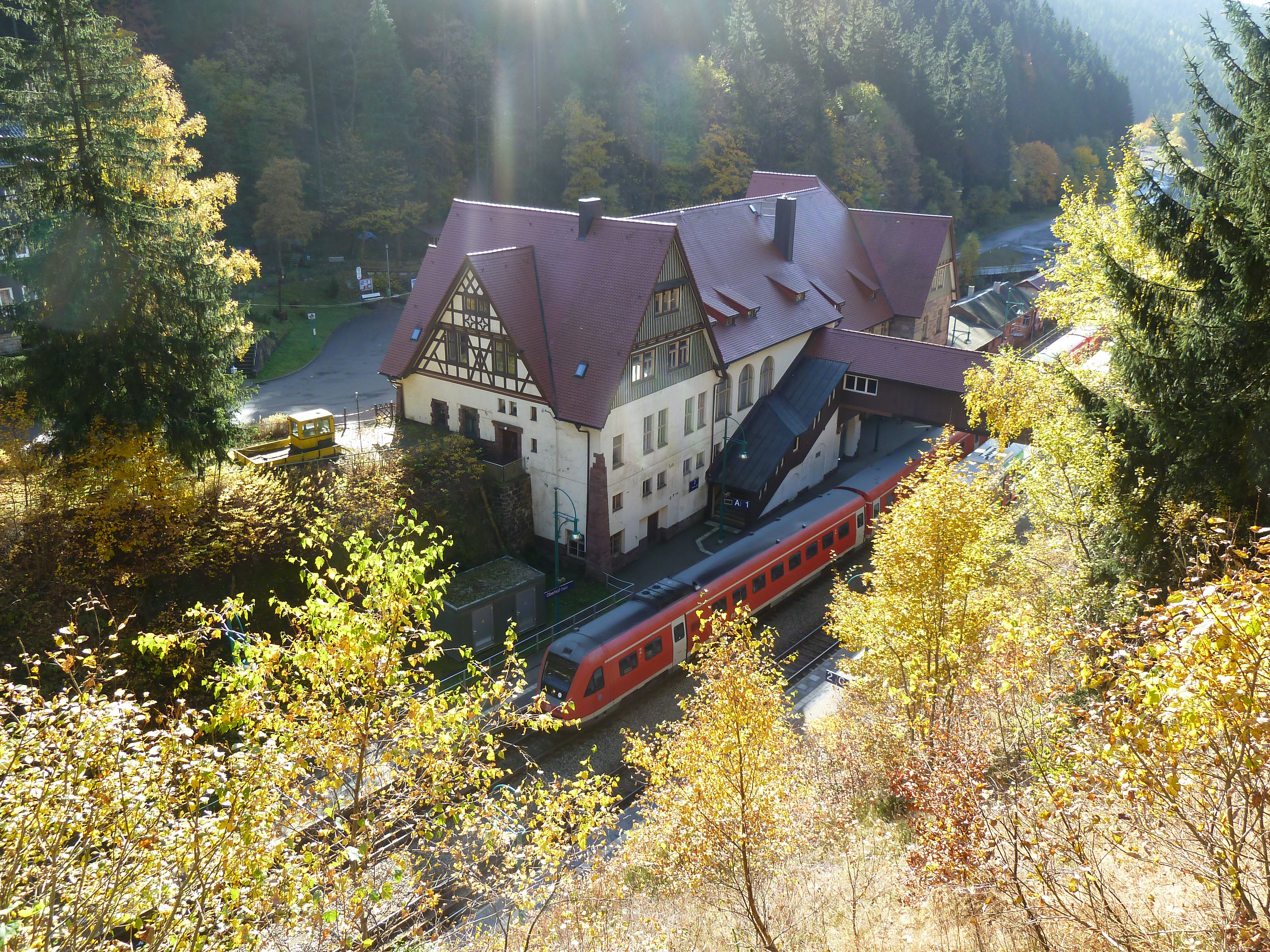
Bahnhof Oberhof 2012

Zu Zeiten des Dampflokbetriebes hielten in Oberhof die Züge zum Wasserfassen. Außerdem wurde vor den folgenden Talfahrten eine Bremsprobe durchgeführt. In den 1930er Jahren fuhren Sonderzüge bei ausreichend Schnee zum Wintersport von Erfurt nach Oberhof. Lastkraftwagen mit Plakaten warben dafür in Erfurt, zusätzlich war am Turm der Reichsbahndirektion Erfurt eine entsprechende Fahne gehisst. Daneben wurden zu Sportveranstaltungen eine Vielzahl von Sonderzügen eingesetzt, beispielsweise bei den Skimeisterschaften im Februar 1951 kamen an einem Wochenende bis zu 120.000 Zuschauer, unter anderem mit 48 Sonderzügen. Da bis Ende der 1980er die meisten Feriengäste mit dem Zug anreisten, war der Bahnhof Oberhof so wichtig für den Personenverkehr, dass auch Schnellzüge ihn bedienten.
Nachdem Planungen zur Schließung des Bahnhofs bekanntgeworden waren, startete die Thüringer-Bahn-Initiative im August 2015 eine Unterschriftenaktion zum Erhalt des Bahnhofes Oberhof sowie Weiterführung des Zugverkehrs. Statt der 3245 vorgelegten gültigen Unterschriften wären jedoch 11 000 für eine Petition notwendig gewesen.
In der Fahrplanperiode 2016/2017 bedienten drei Linien den Bahnhof:
- RE 7 (Mainfranken-Thüringen-Express): Erfurt Hbf–Arnstadt Hbf–Suhl–Schweinfurt–Würzburg Hbf (120-Minuten-Takt)
- STB 44: Erfurt Hbf–Arnstadt Hbf–Suhl–Meiningen (120-Minuten-Takt)
- RE 45: Erfurt Hbf–Arnstadt Hbf–Suhl–Meiningen (zwei Zugpaare)

Zum Fahrplanwechsel im Dezember 2017 wurde der Bahnhof Oberhof nach 132 Jahren Nutzung für den Personenverkehr geschlossen. Die Gründe waren das niedrige Reisendenaufkommen mit 150 Ein- und Aussteigern pro Tag sowie die weite Entfernung vom Bahnhof zum Ortszentrum von Oberhof. Vom Bahnhof Zella-Mehlis besteht eine Busverbindung.

## Bahnanlagen

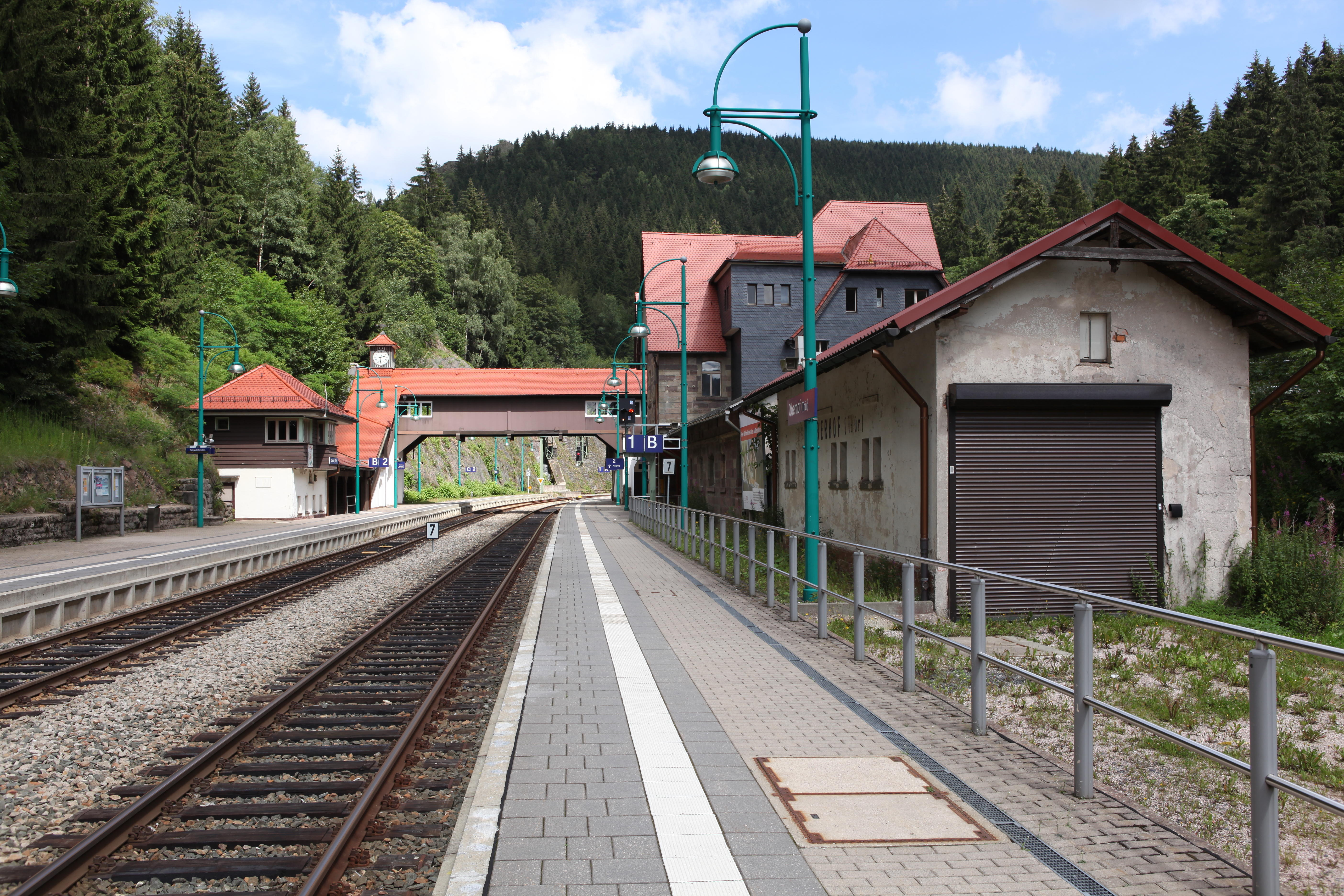
Bahnsteige und Stellwerk

Der Bahnhof besitzt zwei Bahnsteige, den Bahnsteig 2 nutzten Züge Richtung Würzburg, den Bahnsteig 1 Züge Richtung Erfurt. Der Bahnsteig 1 ist 165 Meter lang, der Bahnsteig 2 misst 200 Meter, beide sind je 55 Zentimeter hoch.
Südwestlich des Empfangsgebäudes befindet sich eine Abstellgruppe auf dem gleichen Niveau wie die Bahnsteiggleise, während das Streckengleis Richtung Zella-Mehlis ab dem Ausfahrsignal im Gefälle liegt. Die heute eingleisige Abstellgruppe hatte ursprünglich drei Gleise, insbesondere für Wintersportzüge. Für Güterwagen war eine Laderampe vorhanden.
Östlich des Bahnhofs, hinter dem Ausfahrsignal, steht das Portal des Brandleitetunnels. Daneben wird der Pfannbach, der in Richtung Zella-Mehlis fließt, über eine Kaskade in einen Kanal unterhalb des Bahnsteiges geleitet. Im Hauptgebäude befindet sich eine Außenstelle der Rettungsleitstelle Feuerwehr sowie ein Tunnelrettungsraum mit Kraftwerksanlage aus den 1950er Jahren. Die Einrichtung ist für Zugunglücke im Tunnel vorgeschrieben. Die Feuerwehr Zella-Mehlis unterhält dazu noch ein Zweiwege-Feuerwehrfahrzeug (vgl. Tunnelhilfe).

## Trivia
2015 diente der Bahnhof für einige Tage als Drehort für den Mystery-Thriller „A Cure for Wellness“.